# パップ・ジョップ

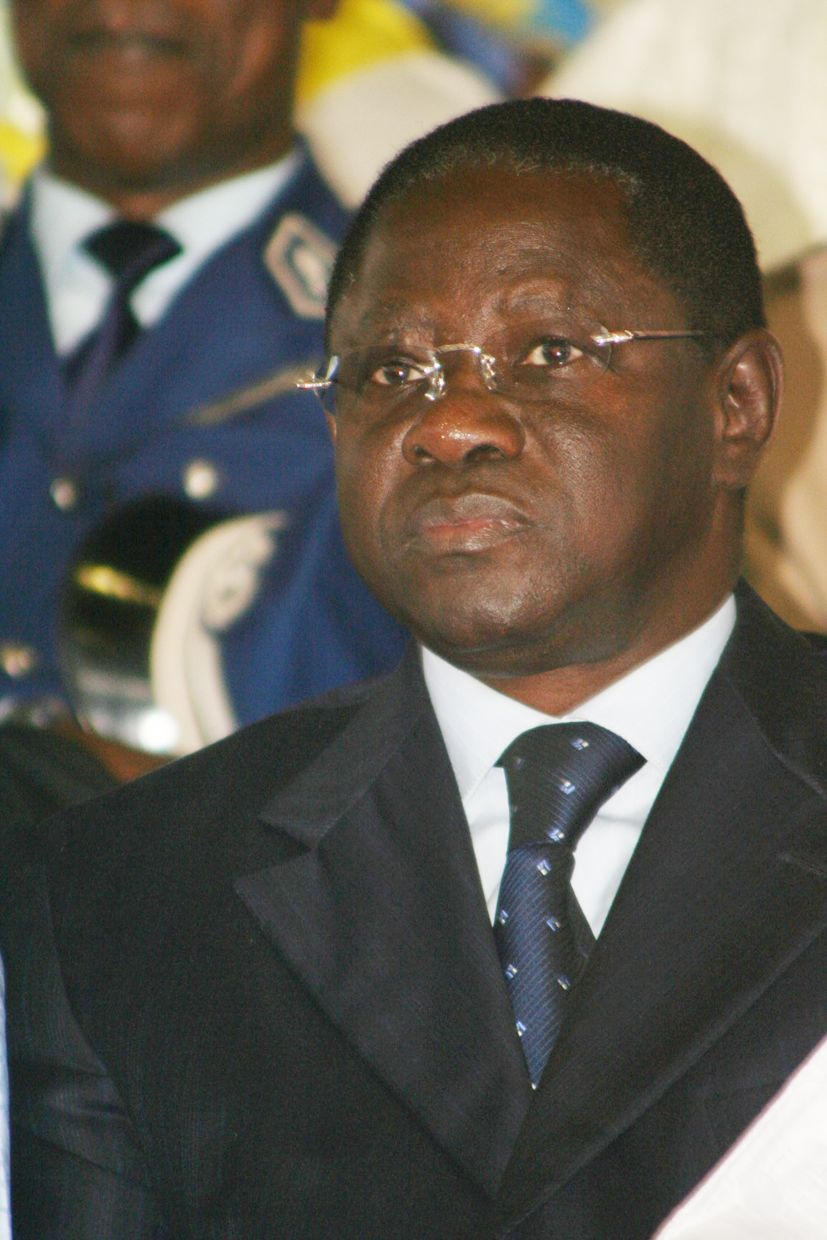
パップ・ジョップ

パップ・ジョップ（仏: Pape Diop、1954年 - ）は、セネガル共和国の政治家。セネガル民主党所属。
セネガル国民議会議長（2002年 - 2007年）やダカール市長（2002年 - 2009年）、セネガル上院議長（2007年 - 2012年）などを歴任した。